# Canthon tetraodon
Canthon tetraodon är en skalbaggsart som beskrevs av Blanchard 1846. Canthon tetraodon ingår i släktet Canthon och familjen bladhorningar. Inga underarter finns listade.